# Ameletus validus
Ameletus validus är en dagsländeart som beskrevs av Mcdunnough 1923. Ameletus validus ingår i släktet Ameletus och familjen Ameletidae. Inga underarter finns listade i Catalogue of Life.